# Jetzt kommen wir wieder auf die Sachen
Jetzt kommen wir wieder auf die Sachen ist eine EP des deutschen Rappers Eko Fresh. Sie erschien am 21. August 2009 über die Labels Seven Days Music und Sony Music.

## Produktion
Die Lieder Wer zuletzt lacht und Die Auferstehung wurden von dem Musikproduzent Kingsize produziert, während Monroe den Beat zum Titelsong Jetzt kommen wir wieder auf die Sachen beisteuerte. Das Instrumental zu Bitte Spitte 2010 stammt von Serious Sam, und Niemehr4free Beats produzierte den Track Dream.

## Covergestaltung
Das Albumcover zeigt das gleiche Motiv wie Eko Freshs erste EP Jetzt kommen wir auf die Sachen aus dem Jahr 2001: Es ist ein oranger Krake zu sehen, der Kopfhörer sowie ein lila Baseballcap trägt und mit einem seiner Fangarme einen Rapper umschlungen hat. Der Hintergrund ist lila gehalten und oben links stehen die weißen Schriftzüge Eko Fresh sowie Jetzt kommen wir wieder auf die Sachen.

## Gastbeiträge
Der einzige Gastauftritt auf der EP stammt von dem Rapper Farid Bang, der auf dem Song Bitte Spitte 2010 zu hören ist.

## Titelliste
| # | Titel                                  | Gastbeiträge | Produzent          | Länge |
| - | -------------------------------------- | ------------ | ------------------ | ----- |
| 1 | Jetzt kommen wir wieder auf die Sachen |              | Monroe             | 3:44  |
| 2 | Wer zuletzt lacht                      |              | Kingsize           | 4:03  |
| 3 | Bitte Spitte 2010                      | Farid Bang   | Serious Sam        | 4:02  |
| 4 | Die Auferstehung                       |              | Kingsize           | 4:41  |
| 5 | Dream                                  |              | Niemehr4free Beats | 3:51  |

## Chartplatzierungen und Videos
Die EP stieg am 4. September 2009 auf Platz 47 in die deutschen Singlecharts ein und belegte in der folgenden Woche Rang 73, bevor sie die Top 100 verließ.
Es wurden Musikvideos zu den Liedern Jetzt kommen wir wieder auf die Sachen, Bitte Spitte 2010 und Dream veröffentlicht.

## Rezeption
| Professionelle Bewertungen | Professionelle Bewertungen |
| -------------------------- | -------------------------- |
| Kritiken                   |                            |
| Quelle                     | Bewertung                  |
| rappers.in                 | [ 4 ]                      |

Auf der Internetseite rappers.in wurde die EP mit vier von möglichen sechs Punkten bewertet. Es sei ein gutes Comeback, auch wenn Eko Fresh „nicht unbedingt wieder wie früher“ rappe, da man ihm „einen gewissen Reifeprozess“ anmerke. Besonders der Titelsong und Dream werden gelobt, wogegen Bitte Spitte 2010 negativ gesehen wird. Die Thematik würde allerdings „nicht ausreichen, um ein ganzes Album zu füllen“.